# NGC 7749
NGC 7749 (другие обозначения — PGC 72338, ESO 471-9, MCG -5-56-3) — линзообразная галактика (S0) в созвездии Скульптор.
Этот объект входит в число перечисленных в оригинальной редакции «Нового общего каталога».